# Храм Архангела Михаила (Алупка)
Храм Архангела Михаила, Храм Святого Архистратига Михаила  — православный храм в Алупке в Крыму. Входит в состав Ялтинского благочиния Симферопольской и Крымской епархии Русской православной церкви.
Во время землетрясения в 1927 году сильно пострадал, затем был разорён и перестроен в период советской власти. В 1990 году начались работы по его реконструкции, а с 2008 года храм вновь стал действующим. Здание храма признано памятником архитектуры и истории — объектом культурного наследия народов России и охраняется государством. Настоятелем храма является Архиерей Русской православной церкви, епископ Ялтинский, викарий Симферопольской и Крымской епархии - Епископ Нестор (Доненко).

## История

### Предшественник храма
Первый храм в Алупке был возведён в 1820 году архитектором Филиппом Эльсоном на средства графа Михаила Воронцова. Архитектурный стиль церкви напоминал «периптер» — прямоугольное в плане здание, со всех сторон окружённое колоннадой. Храм напоминал мини-копию известного Парфенона в Афинах. Однако спустя некоторое время церковь была разрушена в результате оползня.

### Строительство

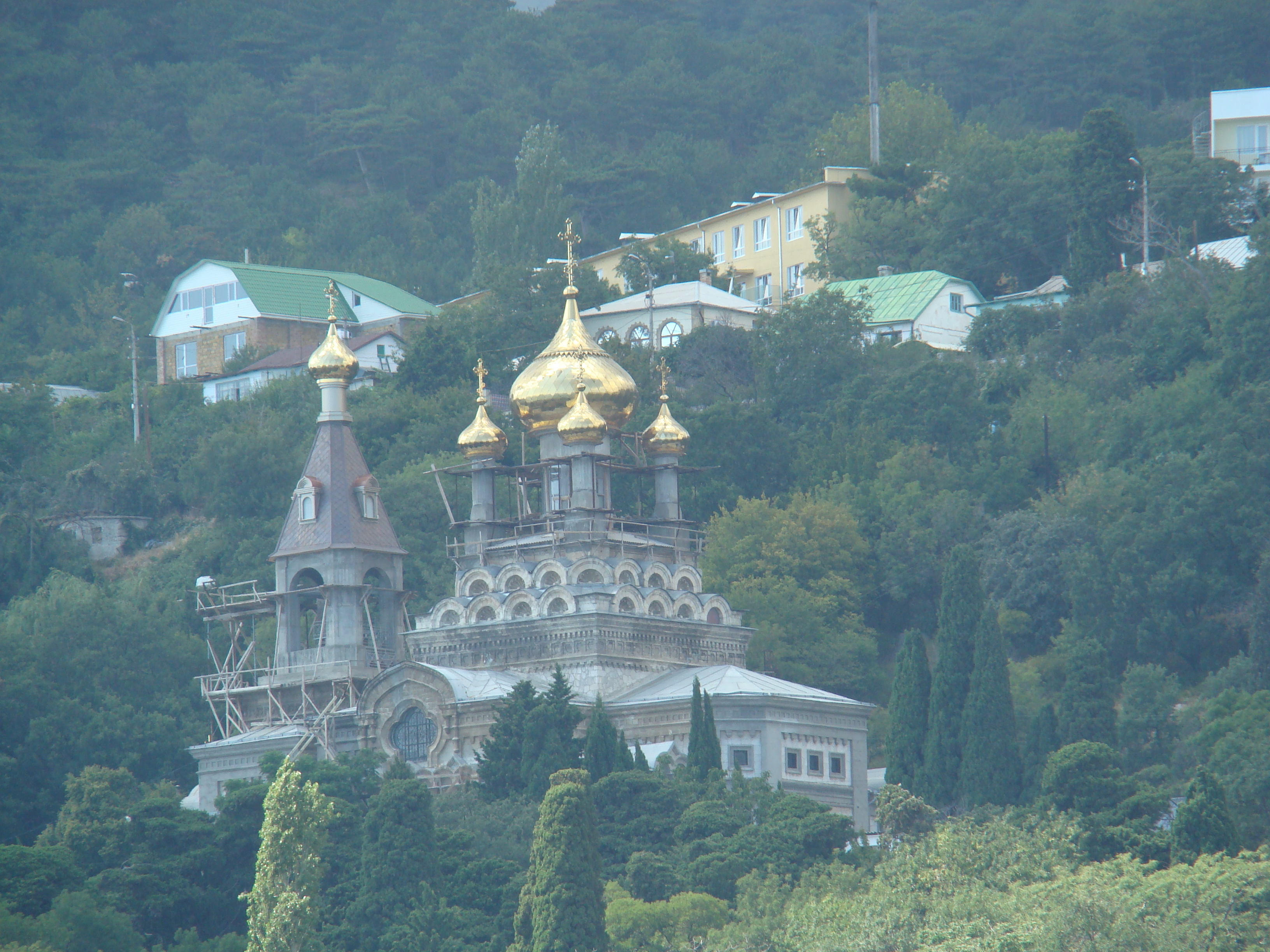
Вид с юго-востока

Время шло, население Алупки росло, а город оставался без православного храма. Известный профессор Александр Бобров выступил с инициативой построить новый храм, жители города активно его поддержали и в 1899 году был создан строительный комитет. Комитет тщательно выбирал место для храма, чтобы он не повторил судьбу своего предшественника. В результате храм решили построить возле кладбища, в центре города. 2 октября 1902 года был утверждён проект храма и начался сбор средств. 26 октября 1903 года состоялась торжественная закладка, в фундамент нового храма были заложены бутовые камни первого храма Алупки, тем самым строящийся храм стал преемником первого храма, прозванного в народе «Храм Стезя».
Строительство храма шло довольно медленно и с перерывами. Были проблемы с денежным обеспечением и другими организационными вопросами. С северной стороны фасада были обнаружены грунтовые воды, что потребовало вложения еще больших средств для сооружения опорных стен. Из-за недостатка средств вместо колокольни была построена деревянная звонница на семь колоколов. 8 ноября 1908 года состоялось торжественное освящение храма. В 1912 году возле храма был построен дом священника и церковно-приходская школа. Не прерываясь, в храме шли службы более 20 лет.

### Советский период
Сложное время для храма наступило в 1922 году. В результате изъятия церковных ценностей храм фактически был обворован, однако жители Алупки в 1923 году обратились к властям с просьбой передать им храм для восстановления в нём служб. Но в 1927 году, в результате сильного землетрясения на ЮБК, храм был сильно разрушен. Комиссия признала здание храма не подлежащего восстановлению и предписали его разобрать. В октябре был репрессирован последний настоятель храма — Николая Авксентиевича Царенко. В 1932 году с храма были сняты купола, но само здание сохранили для склада. Через некоторое время к фасаду были пристроены разные хозяйственные постройки, внутреннее убранство было полностью уничтожено. В таком состоянии храм простоял более 60 лет.

### Современность

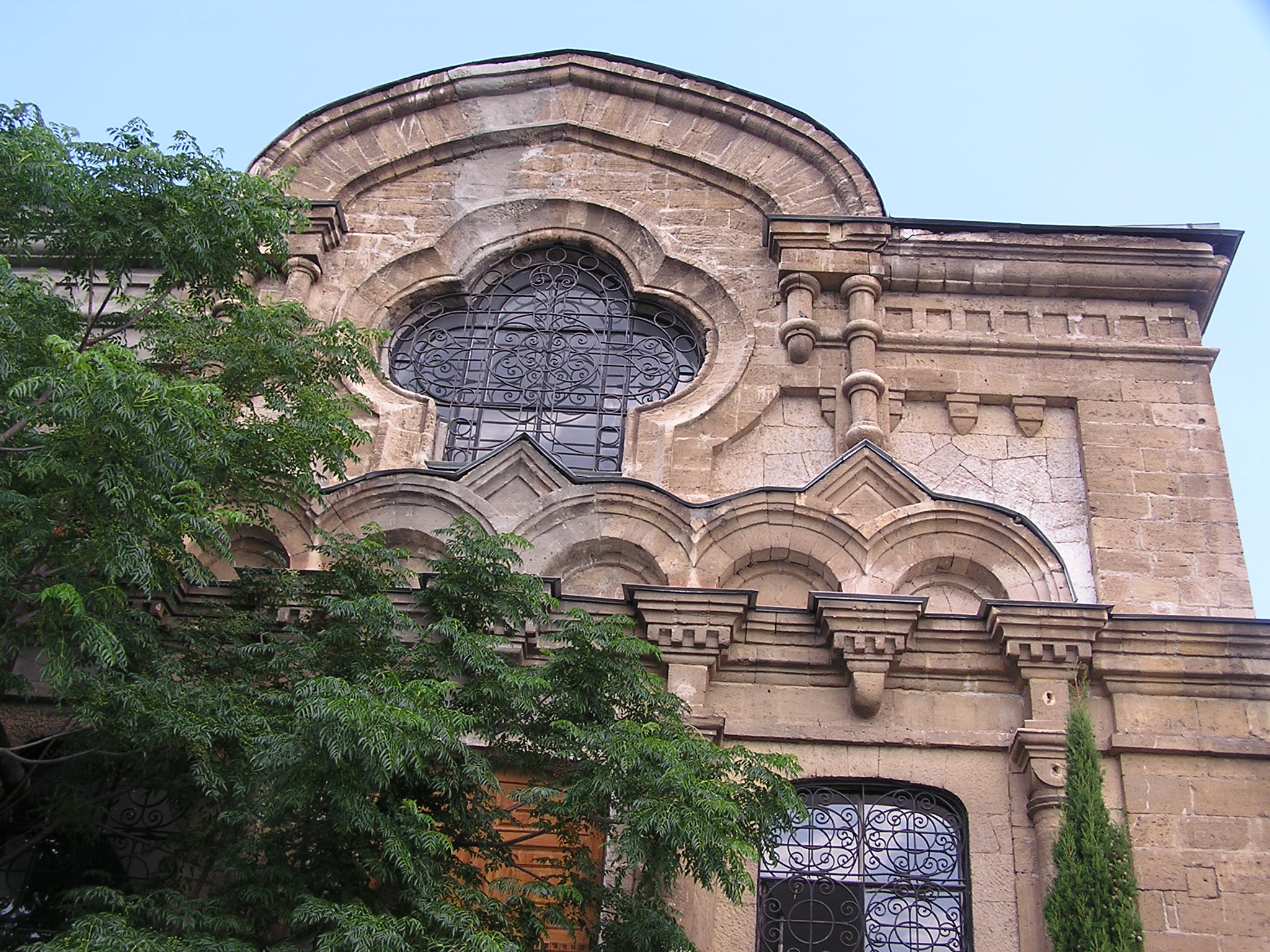
Фасад храма

В 1990 году храм передали Церкви. В 1991 году состоялось первое богослужение. Настоятелем храма стал иерей Валерий Бояринцев, который в течение почти 30 лет, до самой кончины 11.09.2020 занимался восстановлением и благоукрашением храма.  Реставрационные работы шли с перерывами, поскольку отец Валерий вынужден был сам зарабатывать на ремонтные работы. Была возведена новая колокольня, отреставрированы центральный левый пределы, начались росписи под руководством К. Охотина и Д. Лазарева. После смерти протоиерея Валерия, с осени 2020 года настоятелем храма является архиерей Русской Православной Церкви, епископ Ялтинский, викарий Симферопольской и Крымской епархии - Епископ Нестор (Доненко). Богослужения в храме ведутся регулярно.

## Архитектура
Храм в форме креста был построен в русском стиле. Храм увенчали пять золотых куполов. Алтарь выступает трёхгранной апсидой. Для отделки храма использовался местный известняк из Гаспры и Инкермана. Люстра в храме была сконструирована ялтинскими мастерами. Иконостас был заказан в Санкт-Петербурге. В окнах стоят цветные витражи. Разноцветные витражи внутри храма придают при солнечной погоде радужный цвет.